# Beyond the Sea (Dark Moor)
Beyond The Sea (lett. "Al di là del mare") è il quinto album in studio del gruppo musicale spagnolo Dark Moor, pubblicato nel 2005 dalla Arise Records.

## L'album
I Dark Moor hanno messo a disposizione per il download digitale gratuito alcuni brani sul proprio sito ufficiale.
Dall'album è stato tratto il singolo Before the Duel.

## Tracce
1. Before the Duel - 3:51
2. Miracles - 6:11
3. Houdini's Great Escapade - 3:21
4. Through the Gates of the Silver Key - 0:52
5. The Silver Key - 6:15
6. Green Eyes - 4:37
7. Going On - 4:43
8. Beyond the Sea - 4:00
9. Iulius Caesar (Interlude) - 2:25
10. Alea Jacta - 5:07
11. Vivaldi's Winter - 7:39 - (bonus track)[2]

## Formazione
- Alfred Romero - voce
- Enrik Garcia - chitarra
- Dani Fernández - basso elettrico
- Andy C - batteria